# ماه عسل (فیلم ۱۹۵۹)
«ماه عسل» (اسپانیایی: Luna de miel‎) فیلمی در ژانر موزیکال به کارگردانی مایکل پاول است که در سال ۱۹۵۹ منتشر شد. از بازیگران آن می‌توان به آنتونیو، مایکل پاول، و آنتونی استیل اشاره کرد.